# Cos Corneli Lèntul (cònsol any 25)
Cos Corneli Lèntul (en llatí: Cossus Cornelius Cossi f. Cn. n. Lentulus) va ser un magistrat romà que va viure al segle i. Era fill del cònsol Cos Corneli Lèntul Getúlic, i pertanyia a la família dels Cornelis Lèntuls.
Va ser elegit cònsol l'any 25 juntament amb Marc Asini Agripa.